# Краснозоринская
Краснозоринская — упразднённая деревня в Тербунского района Липецкой области. На момент упразднения входила в состав Нагорненского сельсовета. В 1988 г. включена в состав села Тербуны.

## География
Располагалась в истоке реки Холопчик, приблизительно в 1,5 км, по прямой, к северо-западу от станции Тербуны. Ныне северо-западная часть села Тербуны.

## История
В 1960 г. указом Президиума Верховного Совета РСФСР деревня Холоповка переименована в Краснозоренскую.
В июне 1988 г. деревня Краснозоринская Нагорненского сельсовета включена в состав рабочего посёлка Тербуны.